# Miss Sudamérica
Miss Sudamérica es una organización internacional de certámenes de belleza con sede en Perú. Se realizan los certámenes independientes Miss Sudamérica (principal), Miss Teen Sudamérica (adolescentes) y Señora Sudamérica, según las diferentes divisiones geopolíticas de los países en los que se lleven a cabo. 
Según su fundador, Santiago Delgadillo, la ceremonia se aleja de Miss Mundo y Miss Universo para elaborar reglas más flexibles a sus candidatas de la región Sur de América. No se considera como requisitos: la estatura y medidas corporales.

## Historia

### Antecedentes
Este evento no debe confundirse con dos certámenes organizados por el judío peruano Benjamín Kramer: "Miss Confraternidad Sudamericana" (1981) y "Miss Sudamérica" (1983-1988 y 1996). Sus ganadoras fueron:
- Miss Confraternidad Sudamericana
  - Irene Sáez Conde, Venezuela (Perú, 1981)
- Miss Sudamérica[5]
  - Paola Ruggeri, Venezuela (Perú, 1983)
  - Carmen María Montiel, Venezuela (Perú, 1984)
  - Silvia Martínez, Venezuela (Perú, 1985)
  - Bárbara Palacios, Venezuela (Venezuela, 1986)
  - Patricia López Ruiz, Colombia (Colombia, 1987)
  - Isabel Beduschi, Brasil (Perú, 1988)
  - Adriana Dias Duarte, Brasil (Perú, 1996)

### Concurso de belleza actual

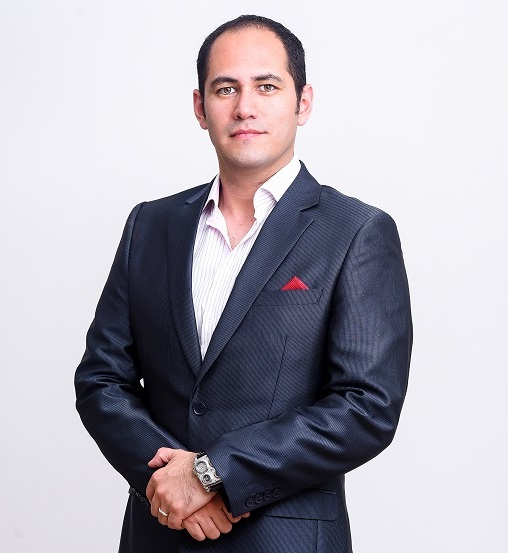
Santiago Delgadillo, fundador y actual director de la organización.

La ceremonia inició sus actividades en 2015, celebrando la Gala Final del certamen Miss Sudamérica Perú, resultando ganadora del certamen la señorita Alyssa Navarro Denegri, representante de la Provincia Constitucional del Callao y primera reina Miss Sudamérica para Perú. La sede donde se realizó la ceremonia fue Lima.
En julio de 2016 se realizó el certamen Miss Teen Sudamérica Perú 2016, resultando ganadora del certamen la señorita Beatriz Benavente Castro, representante del departamento de Ucayali y primera reina Miss Teen Sudamérica para Perú.
En 2017 en el certamen Miss Sudamérica Perú la Suboficial de Tercera de la Policía Nacional del Perú Larizza Farfán Sedamano concursa por el título nacional coronándose como la ganadora, sentando un precedente en la institución policial.
En 2018 se organizó la primera competencia para la categoría Señora en la que compitieron diversas representante de Perú por el título nacional, resultando ganadora la señora Alejandra Ferreyros. A 2020 los países que forman el certamen son Perú, Argentina, Colombia, México, Uruguay y Venezuela.

## Sistemas de evaluación
Para la competencia nacional, participan 24 candidatas, y se evalúa lo siguiente:
- Muestra de talento - 15%
- Redes sociales - 15%
- Competencia en Traje de Baño - 15%.
- Competencia en Traje de Gala - 15%.
- Ronda de preguntas - 15%.
- Prueba de Esfuerzo Físico - 15%.
- Votación del público - 10%.

Para la competencia internacional:
- Entrevista con el Jurado Calificador - 15%

- Prueba de Esfuerzo Físico - 15%
- Prueba de Talento - 15%
- Competencia en Traje de Baño - 15%
- Competencia en Traje de Gala - 15%

## Ceremonias

### Miss Sudamérica

#### Primera edición
En la primera edición Internacional de Miss Sudamérica son 10 las concursantes que disputan el título en las dos categorías del certamen. El certamen fue realizado en la Escuela de Modas y diseño Chio Lecca el 24 de noviembre de 2017.
| Categoría | País      | Representante     | Edad | Ganadoras                  |
| --------- | --------- | ----------------- | ---- | -------------------------- |
| MISS      | Argentina | Alina Akselrad    | 19   | Argentina - Alina Akselrad |
| MISS      | Bolivia   | Isabella Giussani | 20   | Argentina - Alina Akselrad |
| MISS      | Paraguay  | Melisa Sosa       | 22   | Argentina - Alina Akselrad |
| MISS      | Perú      | Naydú Carrascal   | 22   | Argentina - Alina Akselrad |
| MISS      | Uruguay   | Valentina Camejo  | 21   | Argentina - Alina Akselrad |
| MISS      | Venezuela | María Álvarez     | 20   | Argentina - Alina Akselrad |
| TEEN      | Argentina | Valentina Suligoy | 15   | Venezuela - Andrea Molina  |
| TEEN      | Paraguay  | Jazmín Franco     | 17   | Venezuela - Andrea Molina  |
| TEEN      | Perú      | Beatriz Benavente | 18   | Venezuela - Andrea Molina  |
| TEEN      | Venezuela | Andrea Molina     | 19   | Venezuela - Andrea Molina  |

#### Segunda edición
La segunda edición del certamen Internacional Miss Sudamérica se realizó en Perú, extraordinariamente, el 22 de febrero de 2019.
| Categoría | País      | Director                        | Representante     | Edad | Ganadoras                  |
| --------- | --------- | ------------------------------- | ----------------- | ---- | -------------------------- |
| MISS      | Argentina | Silvia Toraño                   | Nahir Bozzano     | 26   | Paraguay - Neyde Fernández |
| MISS      | Colombia  | Ruth Guerrero                   | Estefany Ceballos | 26   | Paraguay - Neyde Fernández |
| MISS      | Paraguay  | Ángel Cabrera                   | Neyde Fernández   | 19   | Paraguay - Neyde Fernández |
| MISS      | Perú      | Adriana Benito                  | Larizza Farfán    | 21   | Paraguay - Neyde Fernández |
| MISS      | Venezuela | Lipstick Imagen integral S.A.C. | Génesis Nava      | 24   | Paraguay - Neyde Fernández |
| TEEN      | Argentina | Silvia Toraño                   | Catalina Wandyk   | 18   | Perú - Adriana Jiménez     |
| TEEN      | Brasil    | Lipstick Imagen integral S.A.C. | Valerie Da Costa  | 19   | Perú - Adriana Jiménez     |
| TEEN      | Paraguay  | Ángel Cabrera                   | Nayeli Garcete    | 16   | Perú - Adriana Jiménez     |
| TEEN      | Perú      | Adriana Benito                  | Adriana Jiménez   | 16   | Perú - Adriana Jiménez     |
| TEEN      | Venezuela | Lipstick Imagen Integral S.A.C. | Camila Espejo     | 19   | Perú - Adriana Jiménez     |

#### Tercera edición
La tercera edición del certamen Internacional Miss Sudamérica se realizará en Perú, entre el 12 y el 18 de enero de 2020. En esta tercera edición se están invitando a países de toda la región y es la primera vez que México y Estados Unidos participan en el certamen internacional.
| Categoría | País      | Director          | Representante            | Edad | Ganadoras                  |
| --------- | --------- | ----------------- | ------------------------ | ---- | -------------------------- |
| MISS      | Argentina | Nahir Bozzano     | Sirley Tamara Masin      | 24   | Perú - Yenifer Quintanilla |
| MISS      | Bolivia   | Ariel Cossio      | Raisa Soto               | 26   | Perú - Yenifer Quintanilla |
| MISS      | Colombia  |                   | Marianela Ramos          | 24   | Perú - Yenifer Quintanilla |
| MISS      | Ecuador   | José Hidalgo León | Mercedes Pesantes        | 21   | Perú - Yenifer Quintanilla |
| MISS      | México    | Eduardo Martell   | María Fernanda Ortiz     | 18   | Perú - Yenifer Quintanilla |
| MISS      | Perú      | Adriana Benito    | Yenifer Quintanilla      | 19   | Perú - Yenifer Quintanilla |
| MISS      | Uruguay   | Paola Duhalde     | Jimena Martino           | 24   | Perú - Yenifer Quintanilla |
| MISS      | Venezuela | Enfoque Global    | Oriana Nuñez             | 19   | Perú - Yenifer Quintanilla |
| TEEN      | Argentina | Nahir Bozzano     | Bárbara Ledroz           | 18   | Perú - Antonella Massé     |
| TEEN      | Paraguay  | TM Producciones   | Kiara Acosta Arevalos    | 16   | Perú - Antonella Massé     |
| TEEN      | Perú      | Adriana Benito    | Antonella Massé Pinillos | 18   | Perú - Antonella Massé     |
| TEEN      | Uruguay   | Paola Duhalde     | Tania Porley             | 18   | Perú - Antonella Massé     |
| TEEN      | Venezuela | Enfoque Global    | Anthonela Andueza        | 19   | Perú - Antonella Massé     |
| SEÑORA    | Argentina | Nahir Bozzano     | Soledad Pappalardo       | 28   | Perú - Alejandra Ferreyros |
| SEÑORA    | Paraguay  | TM Producciones   | TBA                      |      | Perú - Alejandra Ferreyros |
| SEÑORA    | Perú      | Adriana Benito    | Alejandra Ferreyros      | 28   | Perú - Alejandra Ferreyros |
| SEÑORA    | Venezuela | Enfoque Global    | Karlin Flores            | 26   | Perú - Alejandra Ferreyros |

#### Cuarta edición:Miss Sudamérica -Global Contest
La cuarta edición del certamen Internacional Miss Sudamérica se programó realizarse entre el 9 y el 15 de agosto de 2020, sin embargo, debido a la pandemia por COVID-19. La fecha y sede del certamen están confirmados y se realizará entre el 28 de agosto y el 3 de septiembre de 2022 en Lima - Perú.
| Categoría | País             | Director            | Representante              | Edad | Ganadoras                          |
| --------- | ---------------- | ------------------- | -------------------------- | ---- | ---------------------------------- |
| TEEN      | El Salvador      | Enfoque Global      | Andrea Almendarez Barahona | 16   | Puerto Rico - Alondra Mejías Ortíz |
| TEEN      | Paraguay         | Yoel Toyo           | TBA                        |      | Puerto Rico - Alondra Mejías Ortíz |
| TEEN      | Perú             | Enfoque Global      | Milagros López             | 16   | Puerto Rico - Alondra Mejías Ortíz |
| TEEN      | Puerto Rico      | José Antonio Quiles | Alondra Mejias Ortiz       | 19   | Puerto Rico - Alondra Mejías Ortíz |
| TEEN      | Rusia            | Enfoque Global      | Masha Sekutorova           | 19   | Puerto Rico - Alondra Mejías Ortíz |
| TEEN      | Venezuela        | Enfoque Global      | Emily Suárez               | 17   | Puerto Rico - Alondra Mejías Ortíz |
| MISS      | Argentina        | Enfoque Global      | Taís Ibarra                | 30   | Perú - Nahela Perez Vargas         |
| MISS      | Chile            | Enfoque Global      | Alanys Villalobos          | 23   | Perú - Nahela Perez Vargas         |
| MISS      | Colombia         | Enfoque Global      | Mendy Quintero             | 26   | Perú - Nahela Perez Vargas         |
| MISS      | Perú             | Enfoque Global      | Nahela Pérez Vargas        | 22   | Perú - Nahela Perez Vargas         |
| MISS      | Uruguay          | TBA                 | TBA                        |      | Perú - Nahela Perez Vargas         |
| MISS      | Puerto Rico      | José Antonio Quiles | Cristina Camacho Arroyo    | 25   | Perú - Nahela Perez Vargas         |
| MISS      | Venezuela - Perú | Enfoque Global      | Gisett Moreno              | 25   | Perú - Nahela Perez Vargas         |
| LADY      | Cuba             | Enfoque Global      | Arlen Villar               | 32   | Cuba - Arlen Villar                |
| LADY      | Perú             | Enfoque Global      | Sheila Benites             | 29   | Cuba - Arlen Villar                |
| LADY      | Puerto Rico      | José Antonio Quiles | Andrea Torres Camacho      | 32   | Cuba - Arlen Villar                |
| LADY      | Venezuela - Perú | Enfoque Global      | Dariana Alvarado           | 33   | Cuba - Arlen Villar                |

#### Quinta edición:Miss Sudamérica -Global Contest
La quinta edición del certamen Internacional Miss Sudamérica, denominada MS - Global Contest, debido a que el certamen congregará a muchos más países de diversas partes de mundo y está programado realizarse entre el 22 y el 29 de septiembre de 2024 en Lima - Perú.
| Categoría | País                 | Representante               | Edad | Virreina                                              | Reina                                                             |
| --------- | -------------------- | --------------------------- | ---- | ----------------------------------------------------- | ----------------------------------------------------------------- |
| TEEN      | El Salvador          | TBA                         |      | Paraguay - Dana Martínez                              | Colombia - Sofía Ortega Covelli                                   |
| TEEN      | Bolivia              | Luzsilene Careaga           | 18   | Paraguay - Dana Martínez                              | Colombia - Sofía Ortega Covelli                                   |
| TEEN      | Colombia             | Sofía Ortega Covelli        | 18   | Paraguay - Dana Martínez                              | Colombia - Sofía Ortega Covelli                                   |
| TEEN      | México               | Ana Laura Bernal Escandón   | 19   | Paraguay - Dana Martínez                              | Colombia - Sofía Ortega Covelli                                   |
| TEEN      | Paraguay             | Danna Martinez Venegas      | 16   | Paraguay - Dana Martínez                              | Colombia - Sofía Ortega Covelli                                   |
| TEEN      | Perú                 | Mariajosé Luna Gutierrez    | 18   | Paraguay - Dana Martínez                              | Colombia - Sofía Ortega Covelli                                   |
| TEEN      | Puerto Rico          | TBA                         |      | Paraguay - Dana Martínez                              | Colombia - Sofía Ortega Covelli                                   |
| TEEN      | Rusia                | TBA                         |      | Paraguay - Dana Martínez                              | Colombia - Sofía Ortega Covelli                                   |
| TEEN      | Venezuela            | TBA                         |      | Paraguay - Dana Martínez                              | Colombia - Sofía Ortega Covelli                                   |
| MISS      | Argentina            | Yanina Del Valle            | 28   | Puerto Rico - Gabriela Pellot Paraguay - Helen Burgos | República Dominicana - Crisell Tejada Uruguay - Katherine Zumpano |
| MISS      | Bolivia              | Vivian Flores Vargas        | 23   | Puerto Rico - Gabriela Pellot Paraguay - Helen Burgos | República Dominicana - Crisell Tejada Uruguay - Katherine Zumpano |
| MISS      | Chile                | TBA                         |      | Puerto Rico - Gabriela Pellot Paraguay - Helen Burgos | República Dominicana - Crisell Tejada Uruguay - Katherine Zumpano |
| MISS      | Colombia             | Natalia Dominguez           | 26   | Puerto Rico - Gabriela Pellot Paraguay - Helen Burgos | República Dominicana - Crisell Tejada Uruguay - Katherine Zumpano |
| MISS      | Ecuador              | Angie Vera Chicaiza         | 23   | Puerto Rico - Gabriela Pellot Paraguay - Helen Burgos | República Dominicana - Crisell Tejada Uruguay - Katherine Zumpano |
| MISS      | Paraguay             | Helen Burgos Britez         | 25   | Puerto Rico - Gabriela Pellot Paraguay - Helen Burgos | República Dominicana - Crisell Tejada Uruguay - Katherine Zumpano |
| MISS      | Perú                 | Claudia Medina Cueva        | 27   | Puerto Rico - Gabriela Pellot Paraguay - Helen Burgos | República Dominicana - Crisell Tejada Uruguay - Katherine Zumpano |
| MISS      | Perú - España        | María Cristina Sánchez Luna | 23   | Puerto Rico - Gabriela Pellot Paraguay - Helen Burgos | República Dominicana - Crisell Tejada Uruguay - Katherine Zumpano |
| MISS      | República Dominicana | Crissel Tejada              | 27   | Puerto Rico - Gabriela Pellot Paraguay - Helen Burgos | República Dominicana - Crisell Tejada Uruguay - Katherine Zumpano |
| MISS      | Uruguay              | Katherine Zumpano Ribeiro   | 24   | Puerto Rico - Gabriela Pellot Paraguay - Helen Burgos | República Dominicana - Crisell Tejada Uruguay - Katherine Zumpano |
| MISS      | Puerto Rico          | Gabriela Pellot Villegas    | 25   | Puerto Rico - Gabriela Pellot Paraguay - Helen Burgos | República Dominicana - Crisell Tejada Uruguay - Katherine Zumpano |
| MISS      | Venezuela - Perú     | Valentina Garet Torres      | 22   | Puerto Rico - Gabriela Pellot Paraguay - Helen Burgos | República Dominicana - Crisell Tejada Uruguay - Katherine Zumpano |
| LADY      | Cuba                 | TBA                         |      | Venezuela - Perú - María del Pilar Vivas              | Perú - Mayté Cáceres Sandoval                                     |
| LADY      | Chile                | TBA                         |      | Venezuela - Perú - María del Pilar Vivas              | Perú - Mayté Cáceres Sandoval                                     |
| LADY      | Guatemala            | Wendy Rossana Serrano       | 51   | Venezuela - Perú - María del Pilar Vivas              | Perú - Mayté Cáceres Sandoval                                     |
| LADY      | Perú                 | Mayté Cáceres Sandoval      | 27   | Venezuela - Perú - María del Pilar Vivas              | Perú - Mayté Cáceres Sandoval                                     |
| LADY      | Puerto Rico          | TBA                         |      | Venezuela - Perú - María del Pilar Vivas              | Perú - Mayté Cáceres Sandoval                                     |
| LADY      | Venezuela - Perú     | María del Pilar Vivas       | 41   | Venezuela - Perú - María del Pilar Vivas              | Perú - Mayté Cáceres Sandoval                                     |

### Sexta edición:Miss Sudamérica -Global Contest
La sexta edición del certamen Internacional Miss Sudamérica, ahora consolidado a un certamen global, como MS - Global Contest, está programado realizarse entre el 29 de junio y el 6 de julio de 2025 en Perú.
| Categoría | País          | Representante            | Edad | Ganadoras                    |
| --------- | ------------- | ------------------------ | ---- | ---------------------------- |
| TEEN      | Cuba          | TBA                      |      | Namibia - Caitlin Bosman     |
| TEEN      | Namibia       | Caitlin Bosman           |      | Namibia - Caitlin Bosman     |
| TEEN      | Colombia      | Valentina Pinzón         |      | Namibia - Caitlin Bosman     |
| TEEN      | Perú          | Alma Bendezú             |      | Namibia - Caitlin Bosman     |
| TEEN      | Puerto Rico   | TBA                      |      | Namibia - Caitlin Bosman     |
| TEEN      | Venezuela     | TBA                      |      | Namibia - Caitlin Bosman     |
| MISS      | Bolivia       | TBA                      |      | Filipinas - Joelle Devine Uy |
| MISS      | Bulgaria      | TBA                      |      | Filipinas - Joelle Devine Uy |
| MISS      | Cabo Verde    | Keila Semedo             |      | Filipinas - Joelle Devine Uy |
| MISS      | Cuba          | TBA                      |      | Filipinas - Joelle Devine Uy |
| MISS      | Canada        | Farrah McGraw            |      | Filipinas - Joelle Devine Uy |
| MISS      | Chile         | Lou Cintolesi            | 23   | Filipinas - Joelle Devine Uy |
| MISS      | Filipinas     | Joelle Divine Uy         | 23   | Filipinas - Joelle Devine Uy |
| MISS      | Francia       | Elodie Caroline Moss     |      | Filipinas - Joelle Devine Uy |
| MISS      | Guyana        | Shyla Ann Murray         |      | Filipinas - Joelle Devine Uy |
| MISS      | Gran Bretaña  | Tamyka Jones             |      | Filipinas - Joelle Devine Uy |
| MISS      | Kenya         | TBA                      |      | Filipinas - Joelle Devine Uy |
| MISS      | Nueva Zelanda | Hillary Harris           |      | Filipinas - Joelle Devine Uy |
| MISS      | Panamá        | TBA                      |      | Filipinas - Joelle Devine Uy |
| MISS      | Paraguay      | TBA                      |      | Filipinas - Joelle Devine Uy |
| MISS      | Perú          | Gianella Hermoza         |      | Filipinas - Joelle Devine Uy |
| MISS      | Puerto Rico   | TBA                      |      | Filipinas - Joelle Devine Uy |
| MISS      | Uruguay       | Sofia Sosa Gómez         |      | Filipinas - Joelle Devine Uy |
| MISS      | Suiza         | TBA                      |      | Filipinas - Joelle Devine Uy |
| MISS      | Tunez         | TBA                      |      | Filipinas - Joelle Devine Uy |
| MISS      | Venezuela     | TBA                      |      | Filipinas - Joelle Devine Uy |
| LADY      | Cabo Verde    | Anicia Almeida           |      | Portugal - Catarina Silva    |
| LADY      | Colombia      | Karen Cifuentes          |      | Portugal - Catarina Silva    |
| LADY      | España        | Leticia Sanchez          |      | Portugal - Catarina Silva    |
| LADY      | Perú          | Maria Angela Huaroto     |      | Portugal - Catarina Silva    |
| LADY      | Portugal      | Catarina Silva           |      | Portugal - Catarina Silva    |
| LADY      | Tanzania      | Elizabeth Raymond Nyange |      | Portugal - Catarina Silva    |

### Miss Sudamérica Perú
Desde 2016, Miss Sudamérica viene realizando a través de sus franquicias y Gerencias Regionales algunos certámenes distritales y provinciales del país. Las ganadoras de estos concursos pasan a la siguiente categoría, lo que genera una línea de carrera para las aspirantes a la corona Nacional y posteriormente al título Sudamericano.
| Año  | Fecha            | Certamen                         | Ganadora                  | Edad | Departamento     | Locación                                            |
| ---- | ---------------- | -------------------------------- | ------------------------- | ---- | ---------------- | --------------------------------------------------- |
| 2015 | 7 de diciembre   | Miss Sudamérica Perú             | Alyssa Navarro Denegri    | 19   | Callao           | Auditorio del Cuartel General del Ejército del Perú |
| 2016 | 3 de julio       | Miss Teen Sudamérica Perú        | Beatriz Benavente Castro  | 17   | Ucayali          | Auditorio de la Derrama Magisterial                 |
| 2016 | 27 de noviembre  | Miss Sudamérica Perú             | Naydú Carrascal Chafloque | 21   | Lambayeque       | Auditorio de la UNIFÉ                               |
| 2017 | 24 de junio      | Miss Teen Sudamérica Perú        | Adriana Jiménez Chiang    | 15   | Loreto           | Auditorio de la UNIFÉ                               |
| 2017 | 26 de noviembre  | Miss Sudamérica Perú             | Larizza Farfán Sedamano   | 21   | Piura Provincias | Auditorio de la Derrama Magisterial                 |
| 2018 | 18 de marzo      | Miss Teen Sudamérica Perú        | Antonella Massé           | 17   | La Libertad      | Auditorio de la Derrama Magisterial                 |
| 2018 | 30 de septiembre | Miss Sudamérica Perú             | Yenifer Quintanilla       | 18   | Lima             | Auditorio de la Derrama Magisterial                 |
| 2018 | 23 de diciembre  | Señora Sudamérica Perú           | Alejandra Ferreyros       | 28   | Chiclayo         | Auditorio de la Derrama Magisterial                 |
| 2019 | 3 de marzo       | Miss Teen Sudamérica Perú        | Arianna Zamora Reátegui   | 18   | Lima             | Auditorio de la Derrama Magisterial                 |
| 2019 | 15 de septiembre | Miss Sudamérica Perú             | Nahela Pérez              | 21   | Callao           | Auditorio de la Derrama Magisterial                 |
| 2021 | 24 de abril      | Miss Teen Sudamérica Perú (2020) | Milagros López            | 16   | Lima             | Hyatt Centric Lima                                  |
| 2021 | 24 de abril      | Miss Sudamérica Perú (2020)      | Patrizia Chu              | 29   | La Libertad      | Hyatt Centric Lima                                  |

##### Galería de Misses de Perú

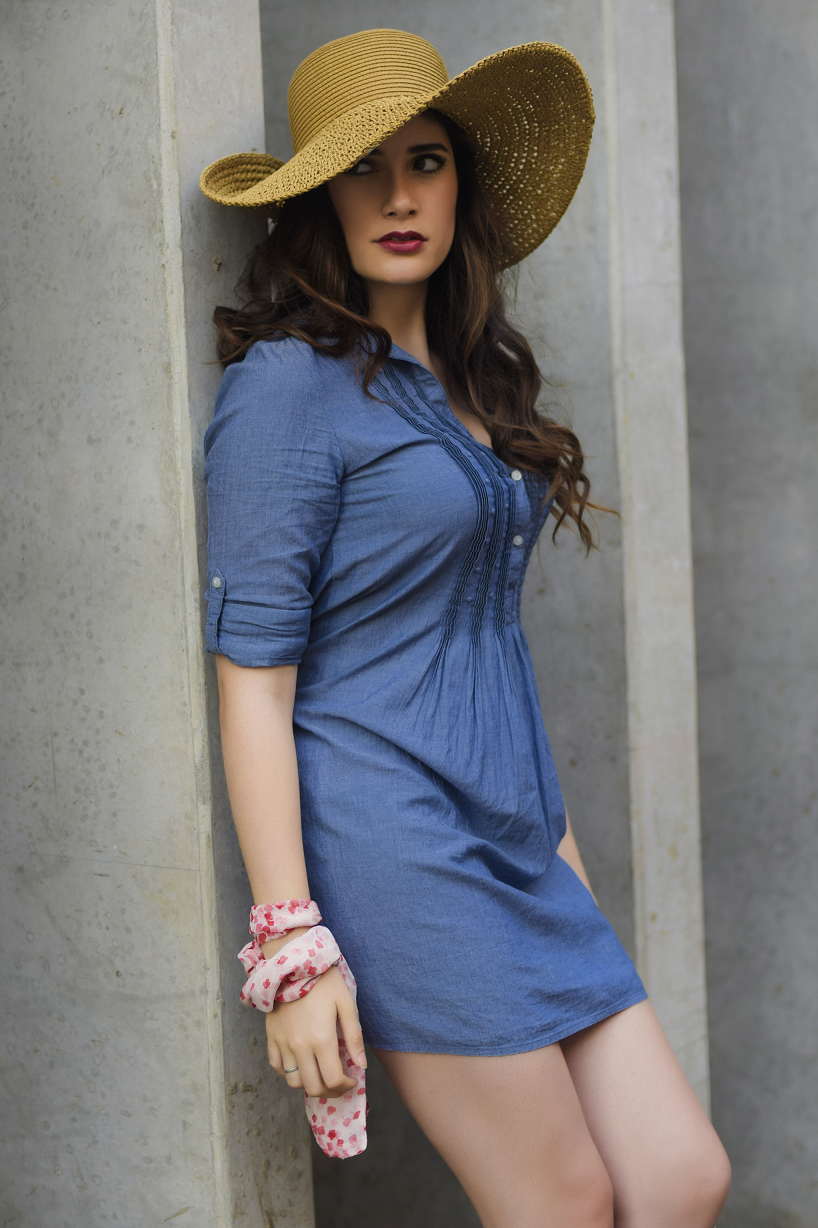
Miss Sudamérica Perú 2015 Alyssa Navarro
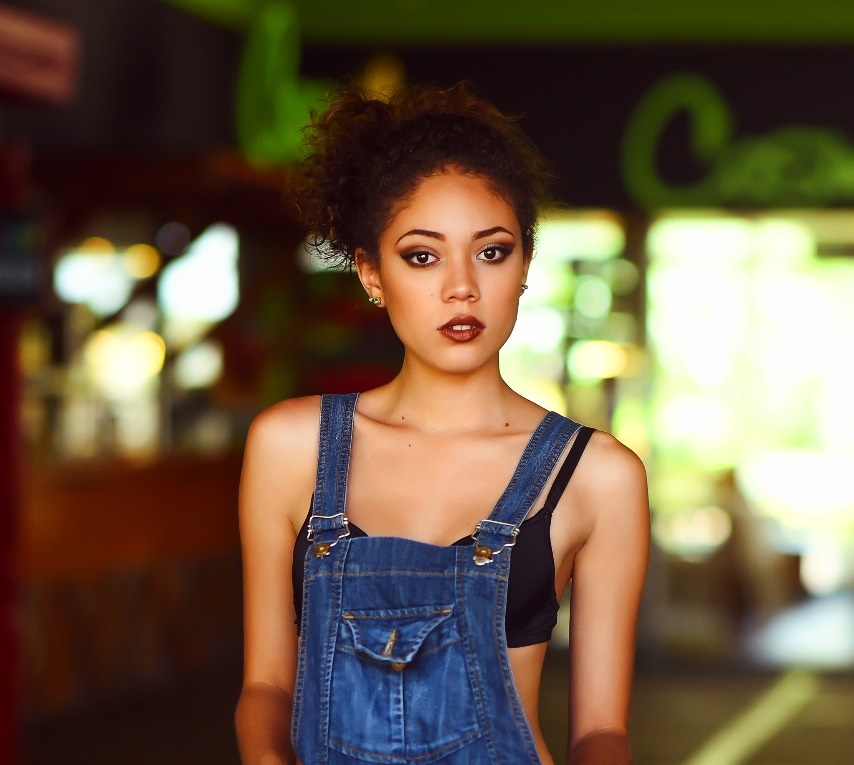
Miss Teen Sudamérica Perú 2016 Beatriz Benavente
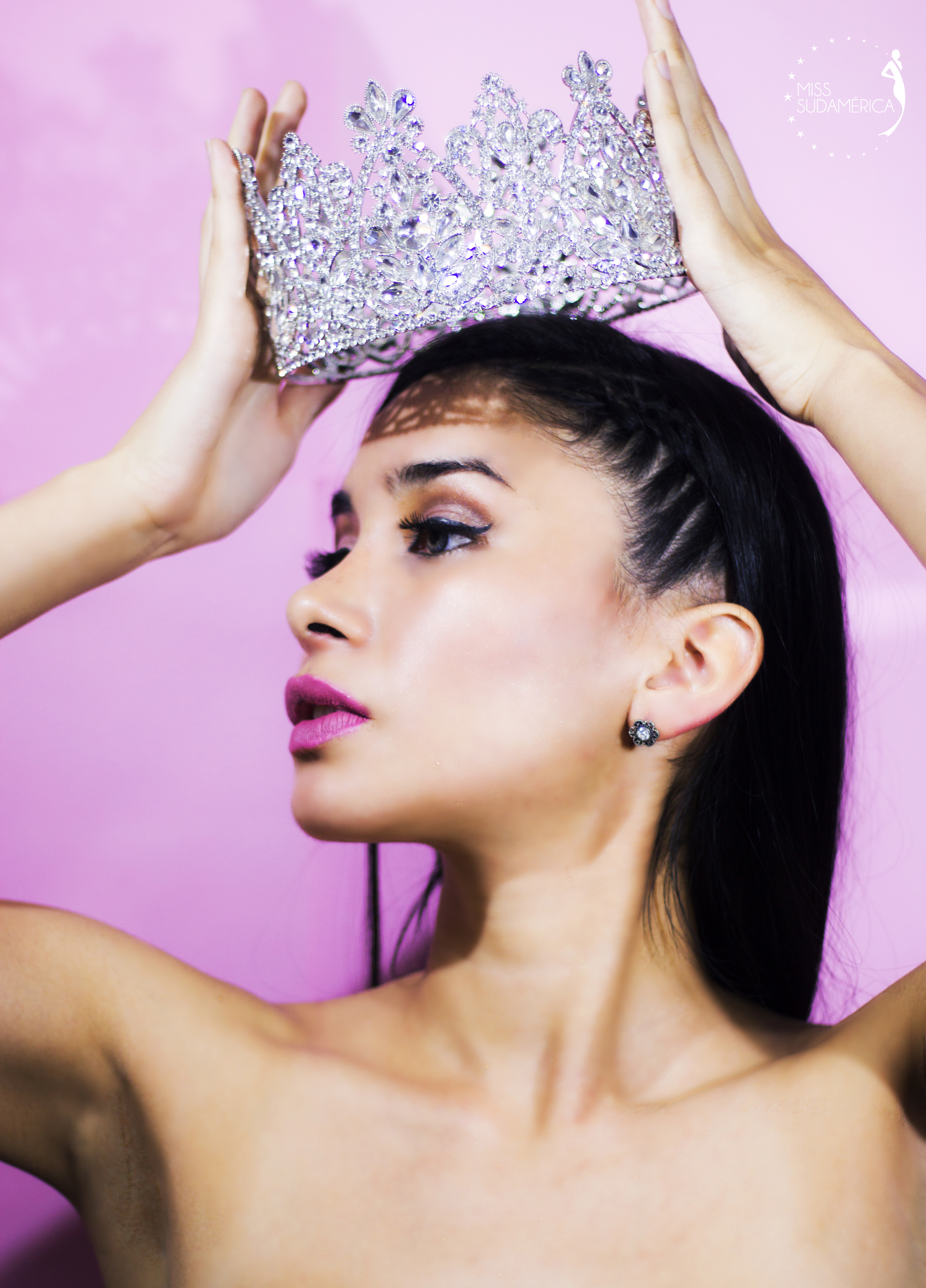
Miss Sudamérica Perú 2016 Naydú Carrascal
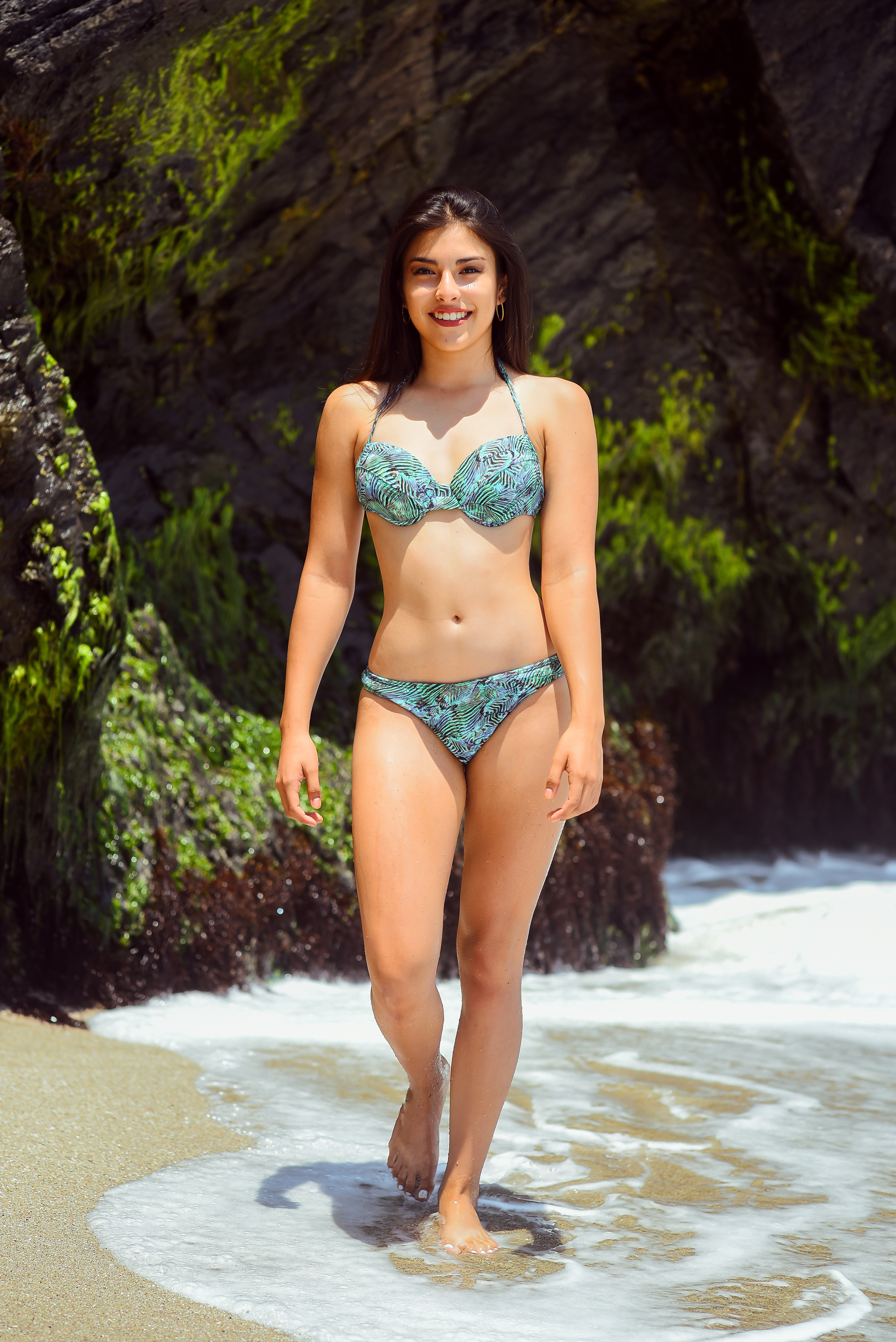
Miss Teen Sudamérica Perú 2017 Adriana Jiménez

### Premiación de diseñadores
Dentro Miss Sudamérica se concursa el Premio al Mejor Diseñador de Alta Costura. El ganador de esta competencia tiene la primera opción para vestir a la ganadora del certamen que representa al país en el certamen sudamericano. 
| Año  | Certamen                  | Ganador                          | Escuela de Diseño |
| ---- | ------------------------- | -------------------------------- | ----------------- |
| 2015 | Miss Sudamérica Perú      | Zhayra Rodríguez Ayón            | Independiente     |
| 2016 | Miss Teen Sudamérica Perú | Rosa María Marín                 | CEAM              |
| 2016 | Miss Sudamérica Perú      | Héctor Espeza                    | Chio Lecca        |
| 2017 | Miss Teen Sudamérica Perú | Brenda Díaz Héctor Espeza        | CEAM Chio Lecca   |
| 2017 | Miss Sudamérica Perú      | Nathaly Castillo                 | Selene            |
| 2018 | Miss Teen Sudamérica Perú | Bertha Rojas                     | Chio Lecca        |
| 2018 | Miss Sudamérica Perú      | Rosa María Marín Brighite Matías | CEAM Nina Design  |
| 2018 | Señora Sudamérica Perú    | Laura Cueva                      | Independiente     |
| 2019 | Miss Teen Sudamérica Perú | Karina Salazar                   | Chio Lecca        |
| 2019 | Miss Sudamérica Perú      | María Carhuajulca                | Independiente     |

### Miss Sudamérica Venezuela
En la edición 2019 de Miss Sudamérica se seleccionó al título para el país de Venezuela de las 16 concursantes que representan a los estados que se detallan en el cuadro siguiente.
La gala del certamen se realizó el 13 de octubre de 2019 y la ganadora fue la señorita Oriana Nuñez de 18 años, representante del estado de Nueva Esparta.